# Ried am Föhrenbach
Das Naturschutzgebiet Ried am Föhrenbach  liegt auf dem Gebiet des Landkreises Trier-Saarburg in Rheinland-Pfalz. Das 46,5 ha große Gebiet, das mit Verordnung vom 25. September 1991 unter Naturschutz gestellt wurde, erstreckt sich auf dem Gebiet der Ortsgemeinde Föhren und der Stadt Schweich südlich direkt anschließend an Föhren entlang des Föhrenbaches. Westlich des Gebietes verläuft die Landesstraße L 47, nordöstlich die L 48 und östlich die L 141 und die A 1. 
Als Schutzzweck wird „die Erhaltung und Entwicklung der größten zusammenhängenden Schilfröhrichtbestände im Regierungsbezirk Trier und der umliegenden Feucht- und Nasswiesen als Lebensraum zahlreicher, charakteristischer, in ihrem Bestand bedrohter Tierarten, insbesondere aus der Gruppe der Vögel und der Insekten“ angegeben.